# الیزبت استرات
الیزبت استرات (به انگلیسی: Elizabeth Strout) (زاده ۶ ژانویه ۱۹۵۶) نویسنده آمریکایی است.

## زندگی ادبی
مجموعه داستان کوتاه او با نام «آلیو کیتریج» (Olive Kitteridge) برنده جایزه ادبی پولیتزر در سال ۲۰۰۹ شد. سیزده داستان کوتاه این مجموعه درباره زندگی در شهر کوچک مین درایالات متحده آمریکاست.
داستان‌های دیگر او نیز برنده جایزه‌های ادبی شده‌اند، از جمله Amy and Isabelle که برنده اورنج پرایز در سال ۲۰۰۰ و نامزد جایزه ادبی انجمن قلم/فاکنر شد.